# Leccinum aurantiacum
Il Leccinum aurantiacum è un fungo edule appartenente alla famiglia delle Boletaceae, abbastanza pregiato ma poco conosciuto.

## Descrizione della specie

### Cappello
Abbastanza grande, fino a 20 cm di larghezza; inizialmente emisferico, poi convesso infine piano; cuticola di colore aranciato oppure rosso mattone, opaca e quasi vellutata a tempo secco, viscida con l'umidità.

### Tubuli
Più lunghi della carne del cappello, alti fino a 2 cm, di colore grigio.

### Pori
Piccoli, circolari; da biancastri a grigi, 2-3 per mm.

### Gambo
10-16 x 2–3 cm, molto lungo, cilindrico o fusiforme, più sottile in prossimità del cappello, coriaceo, ricoperto di squamette inizialmente chiare, poi di colore rosso (concolori al cappello).

### Carne
Bianca, al taglio vira lentamente al grigio.

Tenera nel cappello, coriacea nel gambo. Dopo cottura diventa compatta, leggermente croccante e di colore molto scuro.
- Odore: subnullo.
- Sapore: grato, acidulo e leggermente dolciastro.

### Spore

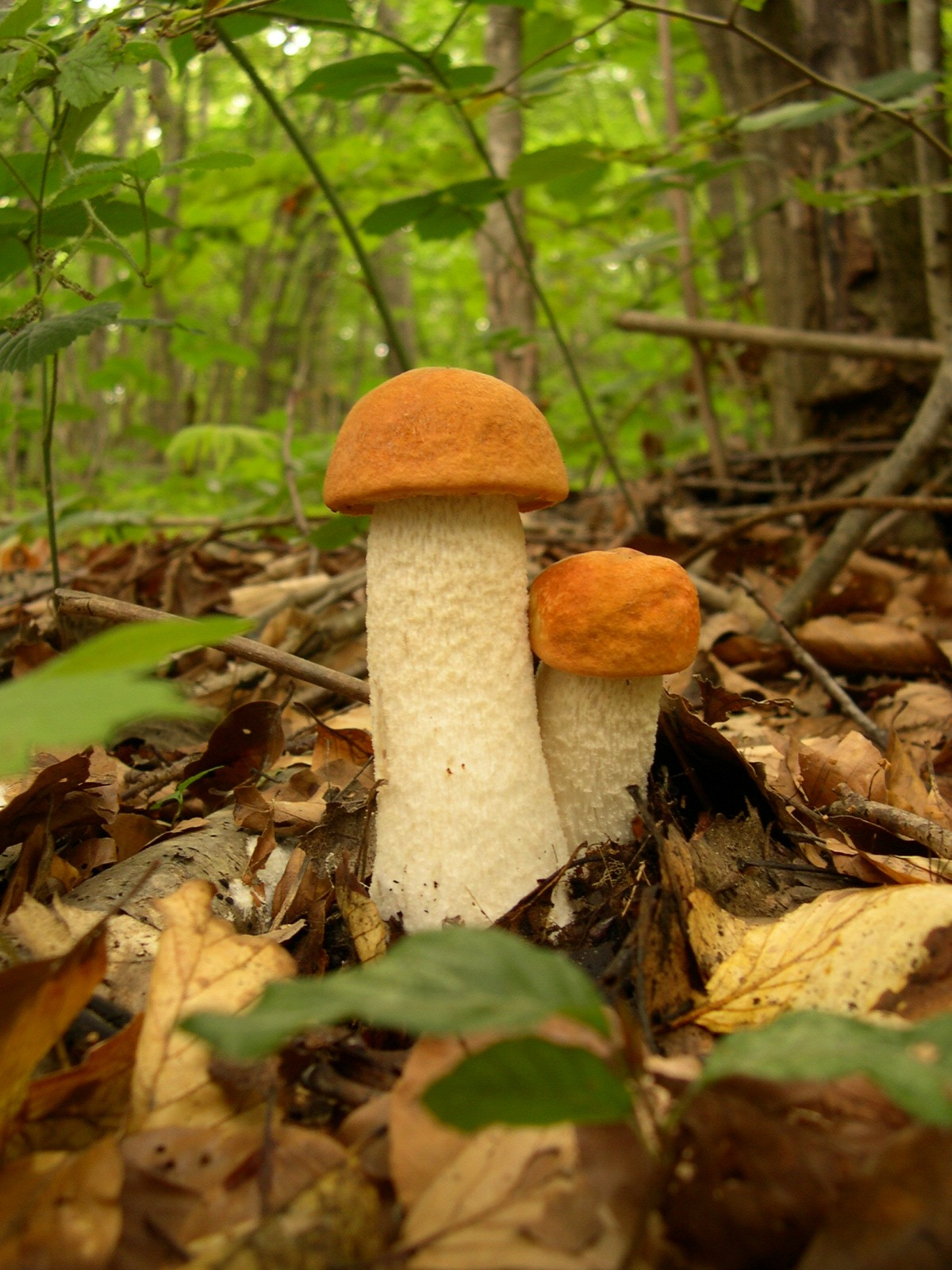
Giovani esemplari di L. aurantiacum

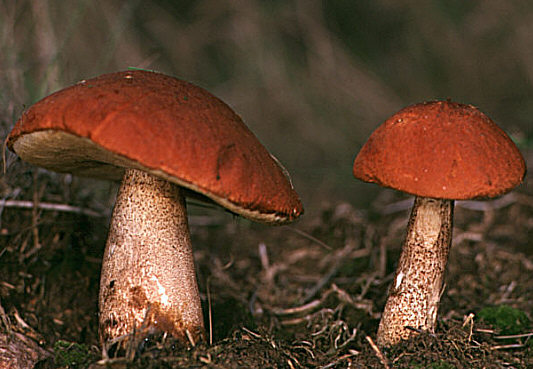
Leccinum aurantiacum (Bull.) Gray, A Natural Arrangement of British Plants (London) 1: 646 (1821)

13-18 x 3,5-5 µm, lisce, ellissoidali, verde oliva in massa.

## Habitat
Estate-autunno, nei boschi, predilige il Pioppo.

## Commestibilità
Ottima. I cappelli più grossi sono anche quelli più saporiti, purché integri.

Asportare il gambo in quanto coriaceo, scadente ed indigesto.

## Etimologia
Dal latino aurantiacum = aranciato, per via del colore del cappello.

## Sinonimi e binomi obsoleti
- Boletopsis rufa (Schaeff.) Henn., Die Natürlichen Pflanzenfamilien nebst ihren Gattungen und wichtigeren Arrten insbesondere den Nutzpflanzen: I. Tl., 1. Abt.: Fungi (Eumycetes): 194 (1900)
- Boletus aurantiacus Bull., Hist. Champ. France (Paris): 320 (1791)
- Boletus aurantiacus var. rufus (Schaeff.) Mérat, Nouv. Flore des Environs de Paris: 46 (1821)
- Boletus rufus Schaeff., Syst. Nat. 2(2): 1435 (1792)
- Boletus scaber var. aurantiacus (Bull.) Opat., Commentation Historico-Naturalis de Familia Fungorum Boletoideorum (Berolini): 34 (1836)
- Boletus versipellis var. aurantiacus (Bull.) Vassilkov,: 38 (1948)
- Krombholzia aurantiaca (Roques ex Bull.) Gilbert{?}
- Krombholziella aurantiaca (Bull.) Maire, Publ. Inst. Bot. Barcelona 3(4): 46 (1937)
- Krombholziella rufa Schaeff. ex Alessio, Boletus Dill. ex L. (Saronno): 474 (1985)
- Leccinum populinum M. Korhonen, Karstenia 35(2): 55 (1995)
- Leccinum quercinum sensu auct.; fide Checklist of Basidiomycota of Great Britain and Ireland (2005)
- Leccinum rufum (Schaeff.) Kreisel, Boletus, SchrReihe 1: 30 (1984)
- Leccinum rufum (Schaeff.) Kreisel, in Michael, Hennig & Kreisel, Handbuch für Pilzfreunde, 5 edition (Stuttgart) 1: 346 (1983)
- Trachypus aurantiacus (Bull.) Romagn., (1939)

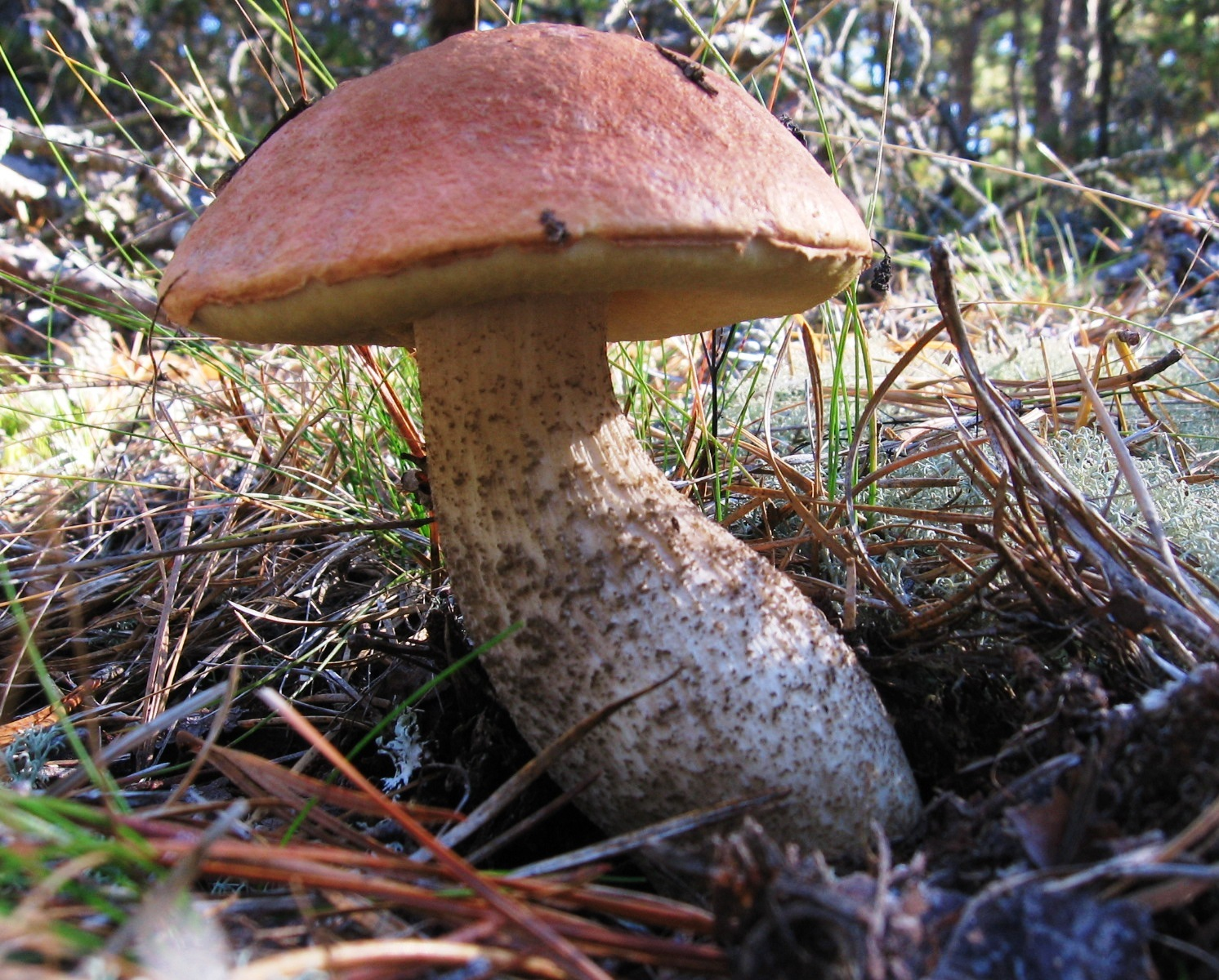
Esemplare dal gambo piuttosto ingrossato

## Nomi comuni
- Leccino
- Rossino
- Porcinello rosso
- Bedolin
- Donna rossa, Gazzett (nel biellese)
- Candalisi (in Calabria)
- Crava o Cravëtta rossa (Capra o Capretta rossa, per distinguerlo dalla Crava o Cravëtta nera, vale a dire il Leccinum Scabrum, in Piemonte)
- alberel, alberea rossa (nel bellunese)
- Gamba grigia (bassa provincia di Cuneo)
- Surlo Rosso (Brescia)
- Brugarolo rosso o Rossino (nel bergamasco)
- Albarola (Appennino tosco-emiliano)
- Funzü dü Tremulin (Liguria di ponente)
- Albretta (Monferrato Casalese)
- Albarél (Lomellina settentrionale)

## Specie simili
- Leccinum versipelle
- Leccinum vulpinum